# Reiterdenkmal

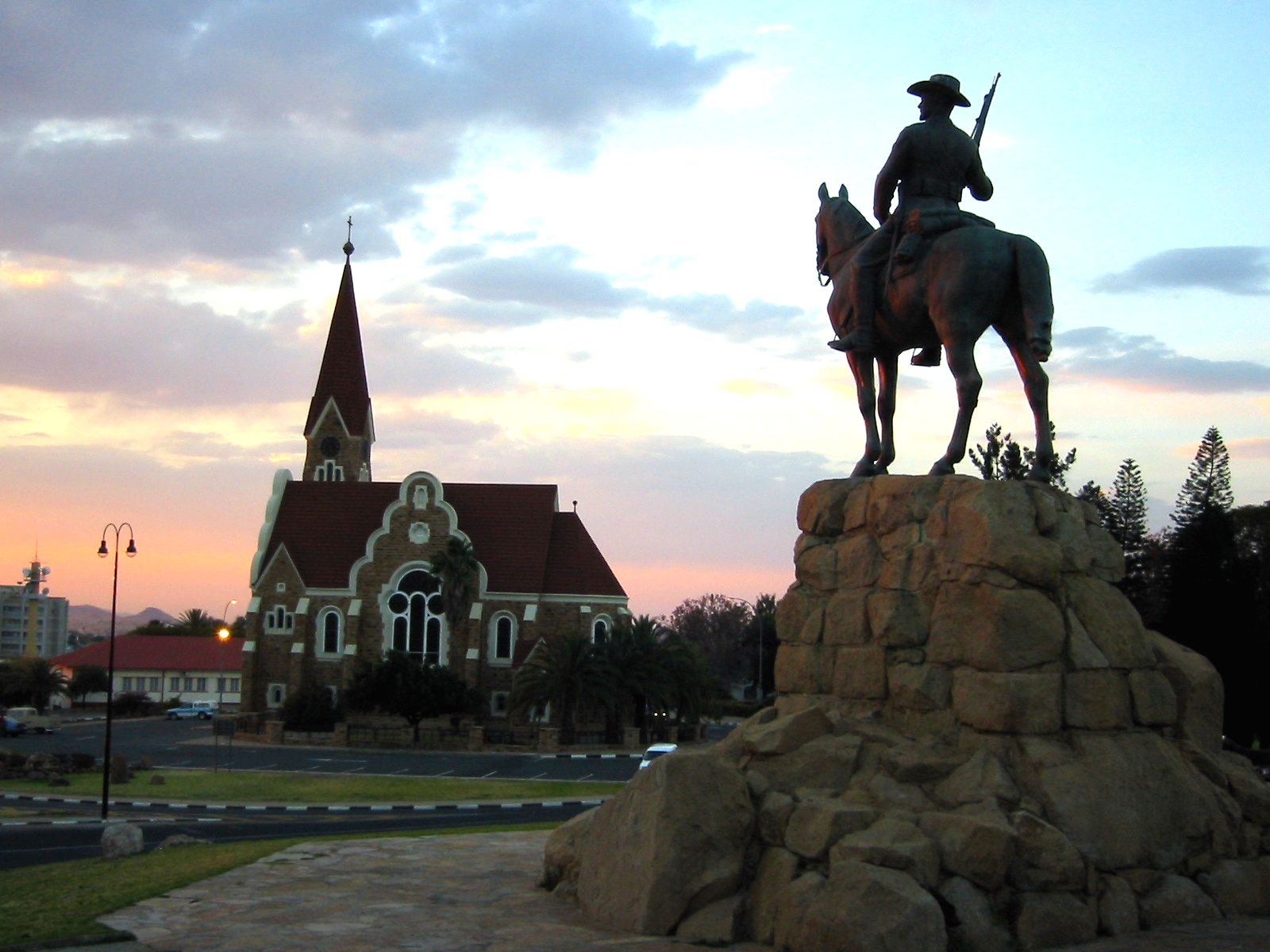
Reiterdenkmal i Windhoek innan omflyttningen 2009.

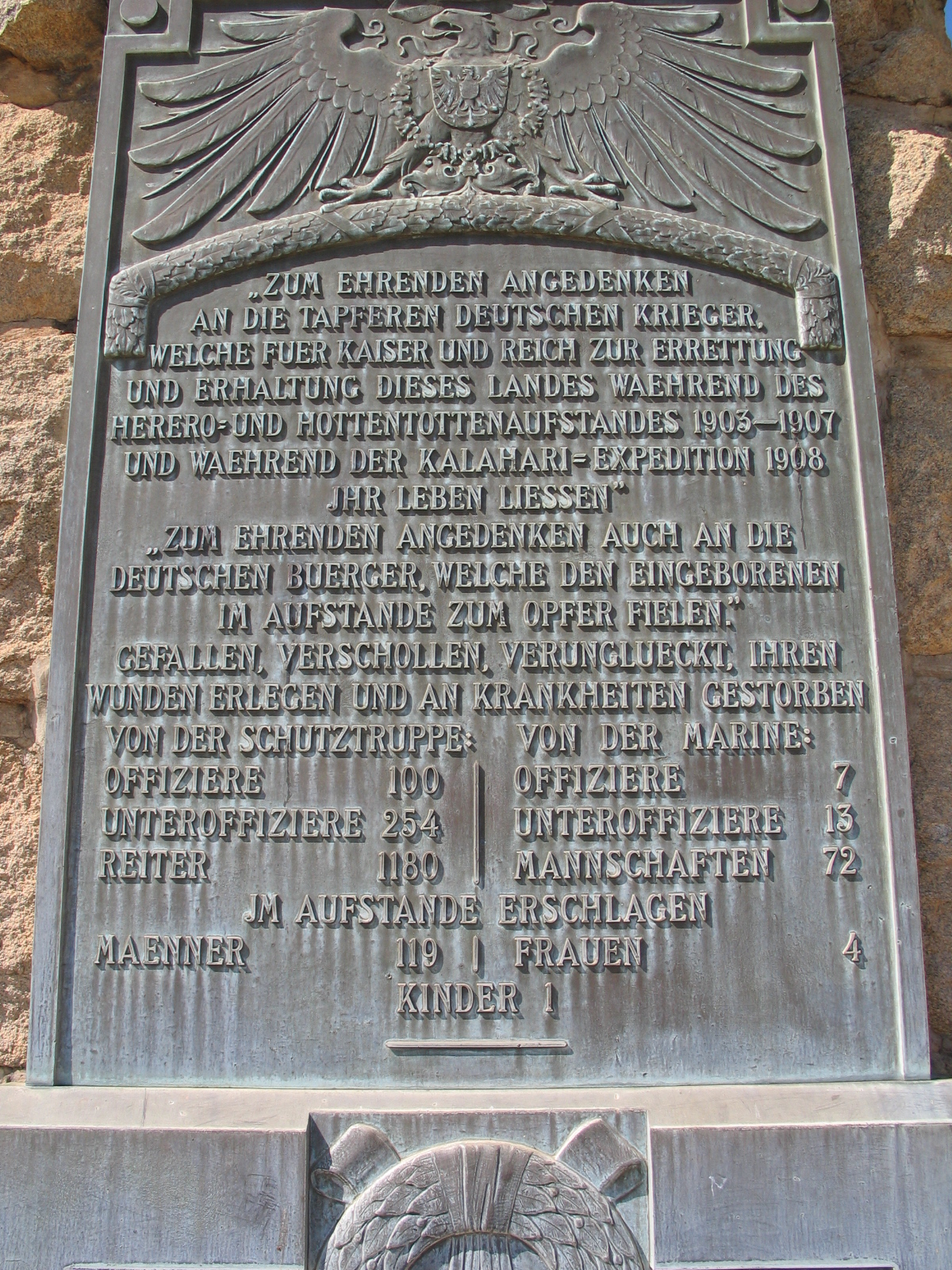
Statytavla på tyska. Enbart tyska förluster räknas.

Reiterdenkmal (Ryttarmonumentet), emellanåt även kallad Südwester Reiter (Ryttare av sydväst), är en staty i Windhoek, Namibias huvudstad. Statyn invigdes 27 januari 1912, på kejsar Vilhelm II:s födelsedag, och hedrar de tyska soldater och civila som dog under folkmordet på herero- och namafolken. Utöver att hedra de döda tjänade det även som en symbol för seger, och ett sätt för Tyskland att hävda att man hade rättmätigt ägande av sydvästafrikanskt land.
Bara tre år efter att statyn uppfördes försvann dock den politiska funktionen, i och med att första världskriget bröt ut. 1915 besegrades Tyska Sydvästafrika och Schutztruppe gav upp. Efter kriget förlorade Tyskland alla sina kolonier, i Versaillesfördraget. Statyn har på grund av vad den hedrar skapat kontrovers rörande sin nuvarande roll i ett självständigt, demokratiskt Namibia. 1959 försökte flera hereroaktivister att dekorera statyn med blommor, och efter självständigheten 1990 var många ur den tyskspråkiga minoriteten i Namibia rädda att statyn skulle förstöras. SWAPO-regeringen prioriterade dock att bygga egna minnesmärken för självständighetskampen. 
2008 inträffade flera olika händelser där statyn på olika vis råkade ut för skadegörelse, vilket orsakade mycket diskussion om hur den förhärligade tysk kolonialism. När ett självständighetsmuseum nära Christuskirche började byggas 2009 togs statyn bort för att förvaras i ett lager. 2010 återuppfördes det vid Alte Feste, ett nationalmuseum i centrala Windhoek. Idag står det på museets innergård för förvaring.
Reiterdenkmal finansierades privat, och formgavs av Adolf Kürle, en skulptör från Berlin. Statyn är 4.5 meter hög och gjord av brons. Den gjordes i Berlin, och skeppades till Tyska Sydvästafrika 1911. Efter att den ankommit Swakopmund fördes den med tåg till Windhoek. Statyn står på en piedestal gjord på granit från området kring Okahandja, en stad norr om Windhoek. 1969 utsågs den till ett nationalmonument av Sydafrika under apartheideran.